# 路易斯·弗萊·理查德森
路易斯·弗莱·理查德森 , FRS（Lewis Fry Richardson，1881年10月11日—1953年9月30日）是英国数学家，物理学家，气象学家，心理学家和和平主义者。他开创了用于预报天气的现代数学方法，并利用类似的方法研究了战争的起因和阻止战争的手段。他的著名成就还有关于分形的开创性研究，以及被称为变形理查德森迭代的求解线性方程组的方法。

## 早年经历
刘易斯·弗莱·理查德森的父母分别是戴维·理查德森（1835–1913）和凯瑟琳·弗莱（1838–1919），他是他们七个孩子中最小的一个。弗莱家信新教贵格会教派，父亲大卫·理查德森成功地经营着一门鞣皮和制革生意，家境宽裕。
12岁时刘易斯被送进布萨姆学校，一间位于约克的贵格会寄宿学校。他在这里接受了科学教育，由此对自然历史产生了兴趣。1898年，他到杜伦大学科学学院就读，学习了数学物理、化学、植物学和动物学课程。1900年他到剑桥大学国王学院继续学业，在自然科学课组中向约瑟夫·汤姆孙和其它教授学习了物理学，并于1903年以一等成绩毕业。47岁时，他获得了伦敦大学颁发的数理心理学博士学位。

## 职业生涯
理查德森多样的兴趣体现于他的研究生涯中：
- 英国国家物理实验室 (1903–1904)。
- 亚伯大学 (1905–1906)。
- 在国家泥炭工业协会任化学家 (1906–1907)。
- 英国国家物理实验室 (1907–1909)。
- 在阳光电灯公司（Sunbeam Lamp Company）任物理和化学实验室经理 (1909–1912).
- 曼彻斯特大学 (1912–1913)。
- 英国气象局 – 任Eskdalemuir观测站主管 (1913–1916)。
- 在法国参加友军救护车队（英语：Friends Ambulance Unit） (1916–1919)。
- 牛津郡Benson的英国气象局 (1919–1920)。
- 威斯敏斯特培训学院（英语：Westminster Training College）物理系主任 (1920–1929)。
- 在现为西苏格兰大学分部的佩斯利学院任校长 (1929–1940)。

1926年，他被选为皇家学院院士。

## 和平主义活动
理查德森的贵格会信仰促使他采取了坚定的和平主义立场，他因此在第一次世界大战期间作为一名良心拒服兵役者被免除了兵役，但这后来也使他未能获得任何学术职位。1916年到1919年，理查德森参加了附属于法军第16步兵师的友军救护车队。战后，他重新到英国气象局就职，但1920年气象局被并入空军部，他被迫辞职。他后来的职业始终在学术界的边缘徘徊，直到他在1940年退休，去按照自己的想法做研究。他的和平主义态度直接影响了他的研究兴趣。据托马斯·孔纳记述，因为理查德森在气象学方面的发现对化学武器设计具有价值，他放弃了在这一领域的研究成果，并销毁了尚未发表的发现。

## 预报天气
理查德森因为对气象学的兴趣而提出了通过求解微分方程来预报天气的设想。这正是现今天气预报使用的方法，但当他在 1922 年发表《通过数理过程预测天气》一文时，还没有足够快速的计算手段。在文中他这样描述他的想法：

“在如此艰苦的推理之后，我们能否展开一番幻想？想象一个类似剧院的大厅，不同的是座位和看台围绕四周，占据了通常舞台所在的空间。大厅的前面上绘有世界地图。天花板代表北极地区，英格兰在看台上，热带地区在楼厅后座，澳大利亚在楼厅前座，南极洲则位于乐池。

数量众多的计算员，分别计算着他们座位所在处的地图对应位置的天气，不过每个计算员只负责一个方程或者方程的一部分。一名较高级的官员负责协调一个区域的计算。大量的袖珍“灯箱”即时显示着计算结果，供附近的计算员读取。每个数字显示在灯箱上三个相邻的面，以便负责南北半球的人员保持沟通。

在乐池地板上，竖立着一根高度相当于大厅一半的柱子。其顶部是一个大平台。整个大厅的管理者端坐其上，周围是他的几名助理和信差。他的职责之一是让负责全球各部分计算的人员保持相同的进度。这时，他就像一名乐团指挥，只不过他们的乐器是计算尺和计算器。他也不挥舞指挥棒，而是把一束红光投向进度领先他人的区域，而把蓝光投向落后的区域。

中心平台上的四名资深文员以最快的速度搜集被计算出的未来天气，并用气动管道将它们发送到一间隔音室。在那里，天气预报被编码和发送到无线电收发站。信差们把成堆用后的计算表格搬运到地窖中的储藏室。

在相邻的一栋建筑中是研究部门，负责开发改进的计算方法。在修改计算大厅复杂的流程之前，他们会先做小范围的实验。在一间地下室里，一名爱好者观察着一只旋转的大盆中，盆壁上的液体的反向流动，但目前为止还是计算的结果更胜一筹。在另一栋建筑里是所有通常的财会、协调和管理部门。外面则有操场、房屋、山丘和湖泊，因为天气的计算者应当能自由地呼吸空气。（理查德森 1922）”

（原文中的“computers”使用的是它的原始含义–做计算工作的人，而非机器。“Calculator”一词当时也是指的人。）
当理查德森在1950年收到第一台现代计算机ENIAC首次实现天气预报的消息时，他表示这些预报代表了“巨大的科学进步。”ENIAC用了将近24小时才完成首次提前24小时的天气预报的计算。
理查德森还对大气湍流感兴趣并做了多次地面实验。湍流理论中的一个无量纲量，以他的名字命名为理查德森数。他在《通过数理过程预测天气》中（p 66）以一段韵文总结了湍流的性质：

Big whirls have little whirls that feed on their velocity, 大涡流哺养小涡流靠速度
and little whirls have lesser whirls and so on to viscosity. 小涡流子孙无穷尽成粘度

这是对奥古斯塔斯·德摩根改写乔纳森·斯威夫特《诗歌狂想曲》而成的《跳蚤诗》（《悖论小考》, 1915），“大跳蚤身上有小跳蚤咬，小跳蚤身上有更小的跳蚤，无穷无尽“的戏仿。

### 尝试数值预报
理查德森最为人称道的成就之一是他通过直接计算，在事后推演1910年5月20日这一天天气的尝试。那时，气象学家主要通过从过往的气象记录中查找相似的天气规律，向前推测其变化，来预报天气。理查德森试图通过对大气的主要特征建模，并使用在特定时间（早7时）采集的数据来从头计算6小时后的天气。正如气象学家彼得·林奇所讲述的，理查德森的预报给出了戏剧化的错误结果，预测了6小时内高达145百帕的气压上升，而实际上气压基本没有变化。不过，林奇的详细分析显示理查德森失败的原因是没有对数据做平滑化处理，来排除非物理因素的压力值变化。对数据做平滑化处理后，理查德森的预报基本上是准确的。考虑到他只用纸笔计算，而且当时正在法国北部的贵格会救护车队服务，能取得这样的成果非常惊人。

## 战争的数学分析
理查德森将他的数学技能用于践行他的和平主义原则，特别是用来理解国际冲突的缘由。现在他被认为是对冲突的科学分析的开创者，或（和昆西·莱特、皮提利姆·索罗金以及肯尼斯·E·伯丁、阿纳托·拉帕波特、亚当·科尔等人一起）是共同开创者。这是一个用定量和数理社会科学，来系统地研究战争的起因与和平的前提的跨学科课题。和对天气问题的研究一样，他主要用微分方程和概率论来分析战争。理查德森提出了一个理想化的方程组，用来描述两个国家的武备生产，其中一个国家的武器生产速率与其对手拥有的武器数量，以及该国对对手的敌意成正比，而与该国已经拥有的武器数量成反比。这个方程组的解能够使人们对两国之间多种可能存在的假想状态的本质，以及这些状态的稳定性，获得富于见地的认识。
他还开创了一种理论，认为两国之间的战争倾向是其共有边界线长度的函数。在《军备与动荡》（Arms and Insecurity，1949）和《致命冲突的统计》（Statistics of Deadly Quarrels，1960）两本著作中，他尝试用统计学分析战争的原因。他考虑的因素包括经济、语言和宗教。在后一本书的前言中，他写道：“在世界上，有大量精彩、智慧的政治讨论，未能得出确定的结论。我有个不同的目标：那就是用定量的方法检验几种表述，以期得到可靠的答案。”
在《致命冲突的统计》中，理查德森整理了从1815年到1945年几乎所有战争的数据。通过分析，他提出武装冲突存在以10为底的对数规律这一假说。换言之，仅有少数人死亡的战斗，其数量远大于有大量人员死亡的战斗。尽管我们不能提前预测冲突的规模，也就是不能给出伤亡人数的上限，但冲突中的死亡人数规律符合泊松分布。在较小的尺度上，理查德森说明了芝加哥和上海的帮派谋杀也符合相同的规律。类似的统计规律也经常在预先计划的现象（如彩票，中小奖的人数远多于大奖），或自然的组织现象（只有杂货店的小镇多于拥有超市的大城市）中出现。

## 研究海岸线和边界长度
理查德森决定寻找两国开战的概率和它们共同边界的长度的关系。但在搜集资料时，他发现不同场合公开发表的国境线长度数据存在相当大的差异。例如，西班牙和葡萄牙的国境线一说长987公里，又一说长1214公里，而荷兰与比利时之间的国境线分别有长380或449公里的说法。
产生这些不同数据的原因是海岸线悖论。假设用200公里长的线段测量不列颠的海岸线长度，并要求线段的两端必须和海岸线相接。再重复测量两次，每次线段长度为之前的一半：
不难发现线段越短，测量出的海岸线长度越长。一种假设是这些值最终会收敛到一个代表海岸线实际长度的有限数值。但理查德森证明事实并非如此：使用越来越小的测量单位，测得的海岸线长度，以及其它自然景物的长度，都会无限增加。现在这被称为“理查德森效应“。
当时，科学界没有注意到理查德森的研究。今天，它被认为是现代分形研究的开端。数学家本华·曼德博在他1967年的论文《英国的海岸线有多长？统计自相似和分数维度》中引用了理查德森的研究。理查德森发现一个（介于1和2之间的）数值可以用来描述一条特定海岸线（随着测量变得细致）表现出的复杂度的增加；这个值是豪斯多夫维数即分形维数的概念原型。

## 探测冰山的专利
1912年4月，在泰坦尼克号沉没后不久，理查德森注册了使用空气中传递的声波进行回声定位以探测冰山的专利。一个月后，他注册了在水中进行回声定位的相似专利，比保罗·朗之万和罗伯特·波义耳发明声纳早6年。

## 大众文化中的理查德森
一个名为华莱士·莱曼的以理查德森为原型的虚构人物，在加勒斯·弗登的小说《湍流》中，是一个关键角色。
约翰·布鲁勒尔的小说《站立桑给巴尔》中，提到了理查德森。《致命冲突的统计》被用作战争无法避免的论据。
波尔·安德森的小长篇推想小说《Kings Who Die》中也提到了理查德森的研究。

## 个人生活
1909年，理查德森与数学家和物理学家威廉·加内特的女儿多罗西·加内特（Dorothy Garnett，1885–1956）结婚。由于血型不相容，他们未能生育子嗣，但1920年到1927年间，他们领养了二子一女。
理查德森的侄子拉尔夫·理查德森成为知名演员。他的孙外甥（外祖父为他妻子长兄詹姆斯·克拉克·麦斯威尔·加内特，大英帝国司令勋章获得者），朱利安·杭特，切斯特顿杭特男爵），后来成为一名气象学家，在1992年到1997年间任英国气象局局长和执行总长。理查德森的一位孙外甥女则是曾为政治家的弗吉尼亚·伯顿利，现为伯顿利女男爵。

## 后世影响
1997年起，欧洲地球科学联盟向在非线性地球物理领域作出杰出贡献者颁发路易斯·弗莱·理查德森奖章（2003年之前由EGS颁发，2004年起由EGU颁发）。
获奖者有：
- 2015 : Daniel Schertzer
- 2014 : Olivier Talagrand
- 2013 : 尤根·库思
- 2012 : 哈里·斯维尼（英语：Harry Swinney）
- 2011 : Catherine Nicolis
- 2010 : Klaus Fraedrich
- 2009 : Stéphan Fauve
- 2008 : 阿基瓦·雅格罗（英语：Akiva Yaglom）
- 2007 : Ulrich Schumann[27]
- 2006 : Roberto Benzi
- 2005 : Henk A. Dijkstra
- 2004 : 迈克尔·吉尔
- 2003 : 乌里尔·弗里希（英语：Uriel Frisch）
- 2002 : F.H. Busse
- 2001 : 朱利安·杭特（英语：Julian Hunt）
- 2000 : 本华·曼德博
- 1999 : 雷蒙德·海德（英语：Raymond Hide）
- 1998 : 弗拉迪米爾·波洛克

兰开斯特大学名为理查德森研究院的和平研究中心创立于1959年，秉承路易斯·弗莱·理查德森的精神，从事关于和平和冲突的跨学科研究。